# Funció khi de Legendre
En matemàtiques, la funció khi de Legendre és una funció especial la qual les sèries de Taylor són també unes sèries de Dirichlet, donades per
{\displaystyle \chi _{\nu }(z)=\sum _{k=0}^{\infty }{\frac {z^{2k+1}}{(2k+1)^{\nu }}}.}
Com a tal, s'assembla a la sèrie de Dirichlet pel polilogaritme i, en efecte, és trivialment expressable en termes del polilogaritme com
{\displaystyle \chi _{\nu }(z)={\frac {1}{2}}\left[\operatorname {Li} _{\nu }(z)-\operatorname {Li} _{\nu }(-z)\right].}
La funció khi de Legendre chi apareix com la transformada discreta de Fourier, respecte a l'ordre ν, de la funció zeta de Hurwitz, i també dels polinomis d'Euler, amb les relacions explícites que es donen en aquests articles.
La funció khi de Legendre és un cas especial del transcendent de Lerch, i és donada per
{\displaystyle \chi _{\nu }(z)=2^{-\nu }z\,\Phi (z^{2},\nu ,1/2).}

## Identitats
{\displaystyle \chi _{2}(x)+\chi _{2}(1/x)={\frac {\pi ^{2}}{4}}-{\frac {i\pi }{2}}\ln |x|.}
{\displaystyle {\frac {d}{dx}}\chi _{2}(x)={\frac {{\rm {arctanh\,}}x}{x}}.}

## Relacions amb integrals
{\displaystyle \int _{0}^{\pi /2}\arcsin(r\sin \theta )d\theta =\chi _{2}\left(r\right)}
{\displaystyle \int _{0}^{\pi /2}\arctan(r\sin \theta )d\theta =-{\frac {1}{2}}\int _{0}^{\pi }{\frac {r\theta \cos \theta }{1+r^{2}\sin ^{2}\theta }}d\theta =2\chi _{2}\left({\frac {{\sqrt {1+r^{2}}}-1}{r}}\right)}
{\displaystyle \int _{0}^{\pi /2}\arctan(p\sin \theta )\arctan(q\sin \theta )d\theta =\pi \chi _{2}\left({\frac {{\sqrt {1+p^{2}}}-1}{p}}\cdot {\frac {{\sqrt {1+q^{2}}}-1}{q}}\right)}
{\displaystyle \int _{0}^{\alpha }\int _{0}^{\beta }{\frac {dxdy}{1-x^{2}y^{2}}}=\chi _{2}(\alpha \beta )\qquad {\rm {si}}~~|\alpha \beta |\leq 1}